# Viemenenjärvi
Viemenenjärvi är en sjö i kommunen Nurmes i landskapet Norra Karelen i Finland. Sjön ligger 115,8 meter över havet. Den är 18,6 meter djup. Arean är 1,83 kvadratkilometer och strandlinjen är 13,41 kilometer lång. Sjön  ingår i Vuoksens huvudavrinningsområde.   Den ligger omkring 100 kilometer norr om Joensuu och omkring 420 kilometer nordöst om Helsingfors. 
I sjön finns öarna Pajuluoto, Pienisaari och Suurisaari.